# ویلیام کواش
ویلیام کواش (انگلیسی: William Quash; ۲۷ دسامبر ۱۸۶۸ – ۱۷ مهٔ ۱۹۳۸) بازیکن فوتبال اهل بریتانیا بود.
وی به‌همراه تیم فوتبال المپیک بریتانیای کبیر به مدال طلا مسابقات فوتبال در بازی‌های المپیک تابستانی ۱۹۰۰ دست پیدا کرده‌است.